# Mordax
Mordax er handelsnavnet for brodder, jernskruer, der kan skrues i hesteskoen, for at undgå at hesten glider.
Der sidder normalt to skruer i hver sko.
Islandske heste kan få skruet fire i hver sko ved istölt.
Mordax kommer fra latin: tilbøjelig til at bide, og findes i forskellige artsnavne:
- Aborolabis mordax – en ørentvist
- Engraulis mordax – en ansjos
- Enoplognatha mordax – en kugleedderkop
- Euneomys mordax – en chinchilla
- Gymnothorax mordax – en muræne
- Lonchophylla mordax – en flagermus
- Mordacia mordax – en lampret
- Osmerus mordax – amerikansk smelt
- Rattus mordax – en rotte
- Rhagium mordax – blankplettet tandbuk
- Sturnira mordax – en anden flagermus

| Dyr | Spire Denne artikel om dyr er en spire som bør udbygges. Du er velkommen til at hjælpe Wikipedia ved at udvide den. |

| Sport | Spire Denne artikel om sport er en spire som bør udbygges. Du er velkommen til at hjælpe Wikipedia ved at udvide den. |